# Bifenile
Il bifenile o fenilbenzene (nome sistematico: 1,1'-bifenile) è un composto aromatico, avente formula molecolare (C6H5)2. La sua molecola è formata da due anelli benzenici legati da un legame C-C' tra i due anelli.
A temperatura ambiente si presenta come un solido cristallino incolore, dal gradevole odore caratteristico.
Viene impiegato come materia prima per la produzione dei policlorobifenili, che sono a loro volta vennero impiegati come fluidi dielettrici o come agenti di scambio termico. Il bifenile viene inoltre impiegato per la sintesi di altre sostanze organiche, tra cui fitofarmaci e materie plastiche.
Il bifenile viene separato per distillazione a partire dal catrame, dal greggio e dal gas naturale.
È praticamente insolubile in acqua e solubile in molti solventi organici.